# طرزان سيد القرود
طرزان سيد القرود (بالإنجليزية: Tarzan of the Apes) هي رواية بقلم إدغار رايس بوروس، وهي الأولى في سلسلة الكتب حول شخصية طرزان. وقد نشرت لأول مرة في مجلة اللب «أول ستوري» في أكتوبر 1912؛ صدرت الطبعة الأولى من الكتاب في عام 1914. وكانت القصة ذات شعبية كبيرة بحيث أن بوروز واصل السلسلة حتى الأربعينات مع أكثر من عشرين تتمة. نشرت المكتبة الأمريكية طبعة مجلدة استنادا إلى الكتاب الأصلي بمناسبة الذكرى المئوية للرواية، وذلك في أبريل 2012 مع مقدمة كتبها توماس مالون (ISBN 978-1-59853-164-0).